# Okręg mazurski Kościoła Ewangelicko-Metodystycznego w RP

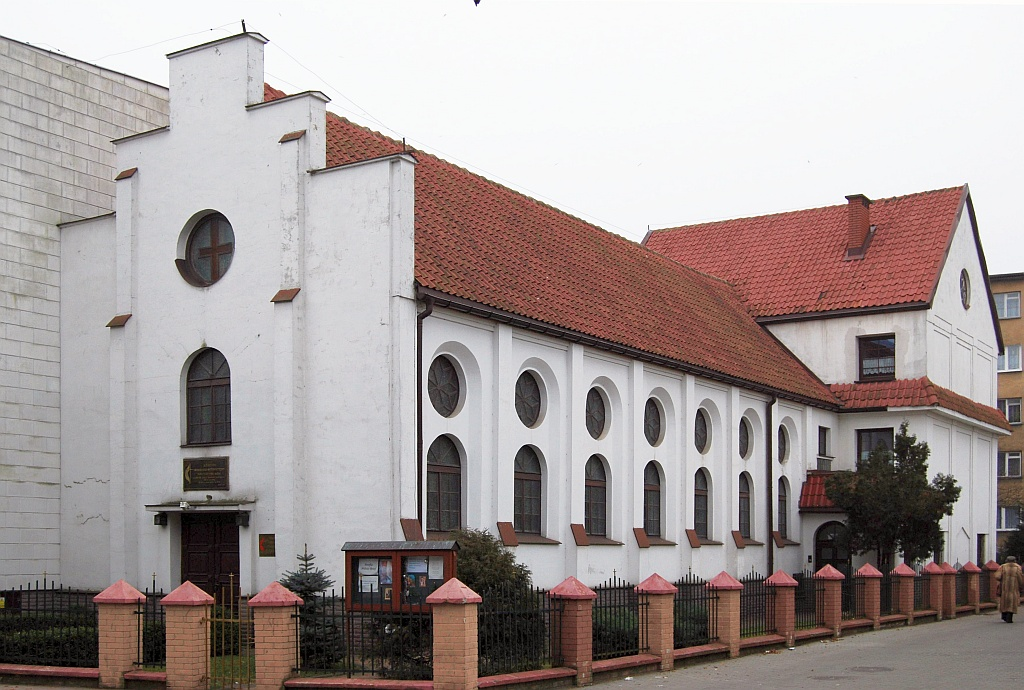
Kościół Miłości Bożej w Ełku

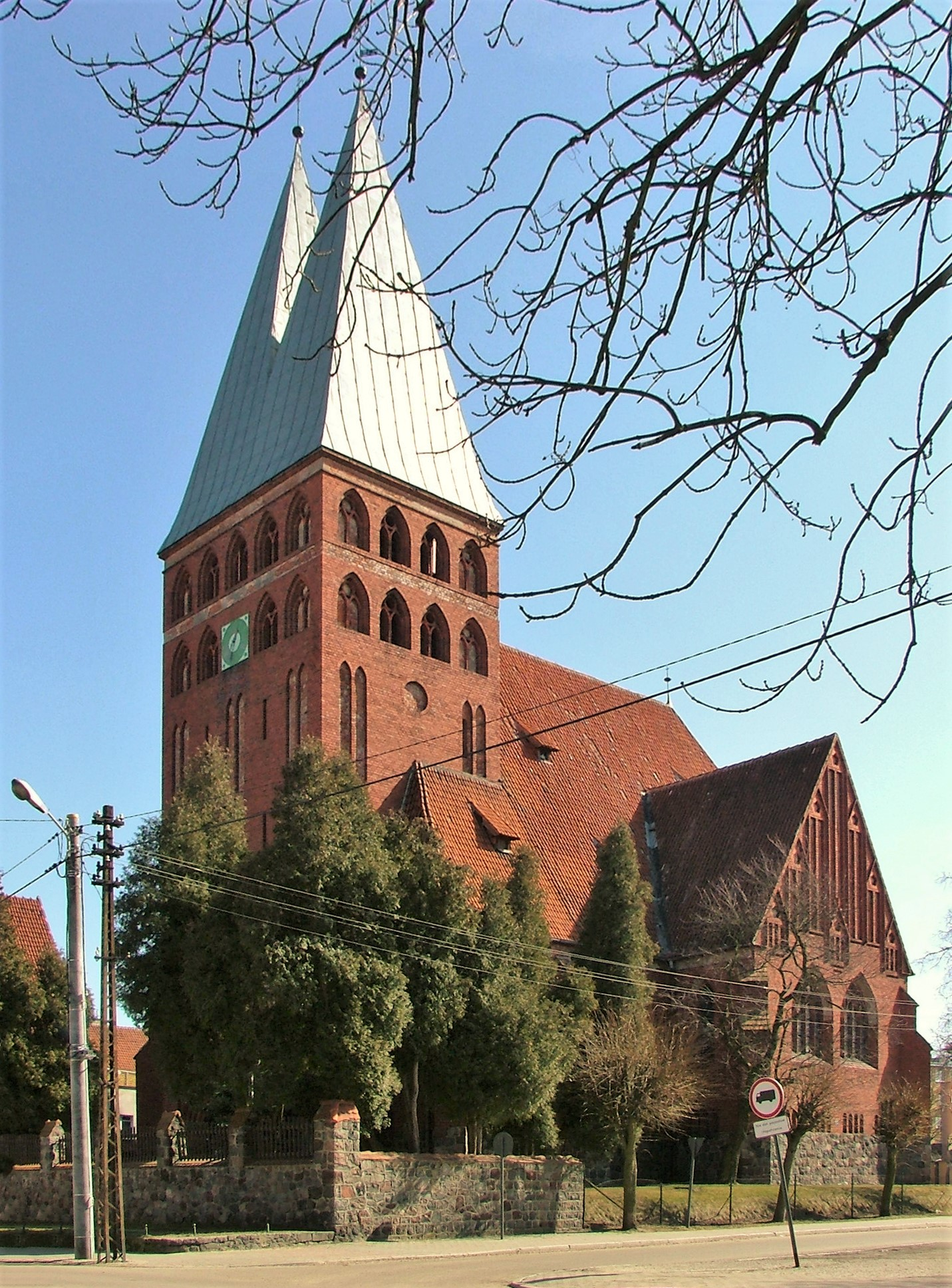
Kościół Łaski Bożej w Ostródzie

Okręg mazurski – jeden z czterech okręgów Kościoła Ewangelicko-Metodystycznego w RP. Terytorialnie obejmuje zbory znajdujące się na terenie województwa warmińsko-mazurskiego.
Siedzibą władz okręgu mazurskiego pozostaje Ostróda. Okręg skupia 15 parafii i jest największym okręgiem w Polsce pod względem liczby wiernych.

## Parafie
| Miejscowość | Województwo         | Zbór                            | Pastor                              |
| Dąbrówno    | warmińsko-mazurskie | parafia w Dąbrównie             | ks. Artur Poganiacz                 |
| Ełk         | warmińsko-mazurskie | parafia Miłości Bożej w Ełku    | ks. Dariusz Zuber                   |
| Elbląg      | warmińsko-mazurskie | parafia w Elblągu               | ks. Sebastian Maria Niedźwiedziński |
| Gierzwałd   | warmińsko-mazurskie | parafia w Gierzwałdzie          | ks. Artur Poganiacz                 |
| Glaznoty    | warmińsko-mazurskie | parafia w Glaznotach            | ks. Krzysztof Kopacz                |
| Iława       | warmińsko-mazurskie | parafia Miłości Bożej w Iławie  | ks. Krzysztof Kopacz                |
| Kraplewo    | warmińsko-mazurskie | parafia w Kraplewie             | ks. Artur Poganiacz                 |
| Lipowo      | warmińsko-mazurskie | parafia w Lipowie               | ks. Waldemar Eggert                 |
| Łukta       | warmińsko-mazurskie | parafia w Łukcie                | ks. Waldemar Eggert                 |
| Olsztynek   | warmińsko-mazurskie | parafia w Olsztynku             | ks. Artur Poganiacz                 |
| Ostróda     | warmińsko-mazurskie | parafia Łaski Bożej w Ostródzie | ks. Waldemar Eggert                 |
| Piętki      | warmińsko-mazurskie | parafia w Piętkach              | ks. Dariusz Zuber                   |
| Siemiany    | warmińsko-mazurskie | parafia w Siemianach            | ks. Krzysztof Kopacz                |
| Słonecznik  | warmińsko-mazurskie | parafia w Słoneczniku           | ks. Waldemar Eggert                 |
| Stare Juchy | warmińsko-mazurskie | parafia w Starych Juchach       | ks. Monika Zuber                    |